# Arrondissement judiciaire de Termonde
Subdivisions
L'arrondissement judiciaire de Termonde (gerechtelijk arrondissement Dendermonde en néerlandais) était l'un des trois arrondissements judiciaires de la province de Flandre-Orientale en Belgique et un des sept qui dépendent du ressort de la Cour d'appel de Gand. Il fut formé le 18 juin 1869 lors de l'adoption de la loi sur l'organisation judiciaire et fait partie de l'arrondissement judiciaire de Flandre-Orientale depuis la fusion des arrondissements judiciaires de 2014.

## Subdivisions
L'arrondissement judiciaire de Termonde était divisé en 9 cantons judiciaires,. Il comprenait 23 communes, celles de l'arrondissement administratif de Termonde, de l'arrondissement administratif de Saint-Nicolas et six des dix communes de l'arrondissement administratif d'Alost.
Note : les chiffres et les lettres représentent ceux situés sur la carte.
1. Canton judiciaire d'Alost (Aalst) zone 1
      1. Partie de la ville d'Alost située à l'ouest de la Dendre et la section de Nieuwerkerken
  2. Erpe-Mere
  3. Lede
2. Canton judiciaire d'Alost zone 2
      1. Partie de la ville d'Alost située à l'est de la Dendre et les sections de Baardegem, Erembodegem, Gijzegem, Herdersem, Hofstade, Meldert et Moorsel
  2. Haaltert
3. Canton judiciaire de Beveren
      1. Beveren
  2. Kruibeke
4. Canton judiciaire de Termonde-Hamme (Dendermonde-Hamme)
      1. Buggenhout
  2. Termonde (Dendermonde)
  3. Hamme
  4. Lebbeke
  5. Waasmunster
5. Canton judiciaire de Lokeren
      1. Berlare 
  2. Laarne 
  3. Lokeren
6. Canton judiciaire de Ninove
      1. Denderleeuw
  2. Ninove
7. Canton judiciaire de Saint-Nicolas (Sint-Niklaas) zone 1
      1. Partie nord-est de la ville de Saint-Nicolas délimitée par la ligne de chemin de fer Tamise-Malines[5]
  2. Tamise
8. Canton judiciaire de Saint-Nicolas zone 2
      1. Partie restante de la ville de Saint-Nicolas non décrite précédemment[6]
  2. Saint-Gilles-Waes
  3. Stekene
9. Canton judiciaire de Wetteren-Zele
      1. Wetteren
  2. Wichelen
  3. Zele